# Ulice tego słuchają
Ulice tego słuchają – pierwszy studyjny album toruńskiego zespołu hip-hopowego PTP. Został wydany 13 listopada 2008 roku nakładem wytwórni Wielkie Joł. Singlem promującym album został utwór "Ulice Tego Słuchają" z gościnnym udziałem Pei.
Gościnnie występują Peja, Gural, Kaczor, Paluch, Borixon, Kajman, Caddy Pack, Macca Squad i Fala.

## Lista utworów
Opracowano na podstawie źródła.
1. "Druga Część" - 04:27
2. "Połączy nas rap" - 04:11
3. "W błędzie" - 03:44
4. "Ulice tego słuchają" (gościnnie: Peja) - 05:07
5. "Zazdroszczą" - 03:37
6. "Bujaj się na dwa" - 03:00
7. "Chce to widzieć" (gościnnie: Tomek Organek) - 04:03
8. "Moja kobieta" (gościnnie: Sandra) - 03:59
9. "Co mnie nie zabije" (gościnnie: Kaczor) - 04:09
10. "Don't judge me" (gościnnie: Caddy Pack) - 04:21
11. "Podkręć tempo" (gościnnie: Borixon, Kajman) - 05:02
12. "Toruń Poznań" (gościnnie: donGuralesko, Peja, Kaczor, Paluch) - 04:29
13. "Reprezentuje Remiks" (gościnnie: Macca Squad) - 06:39
14. "Prawie" (gościnnie: Tomek Organek) - 03:58
15. "PTP Cru" - 04:02